# Junonia sudanica
Junonia sudanica är en fjärilsart som beskrevs av Schultze 1920. Junonia sudanica ingår i släktet Junonia och familjen praktfjärilar. Inga underarter finns listade i Catalogue of Life.